# Ernesto Tisdel Lefevre
Ernesto Tisdel Lefevre de la Ossa (11 de julio de 1876 - 19 de abril de 1922) fue presidente de Panamá entre el 30 de enero de 1920 y el 1 de octubre de 1920.

## Biografía
Un gran negociante, Lefevre fue el clásico terrateniente urbano, y uno de los primeros panameños que hizo mucho dinero. De hecho Lefevre llegó a poseer una de las mayores fortunas privadas de Panamá.
Regresa a Panamá de EE. UU. en 1899. Después de la Independencia, Lefevre fue director general de Correos y Telégrafos, presidente del consejo municipal de Panamá y varias veces secretario de Relaciones Exteriores. A nivel privado trabajó en seguros, en bienes raíces en Santa Elena, una hacienda de su propiedad. Fue uno de los fundadores de la Compañía Internacional de Seguros.
En su condición de Tercer Designado fue "Encargado del Poder Ejecutivo" con motivo de la separación del Primer Designado, Belisario Porras, quien se lanzó como candidato presidencial en las elecciones de 1920. Fue presidente interino por 8 meses. Conservador por tradición, fue fiel a los principios del partido liberal de la Administración de Porras.
Es su corto gobierno creó la escuela de Farmacia, Agrimensura y Agricultura. Vetó, con el fin de preservar los dineros del Estado, una ley expedida por la Asamblea Nacional que buscaba sueldos permanentes para los diputados. Le correspondió gestionar la desocupación final del ejército estadounidense de la provincia de Chiriqui, en donde se encontraban instalados desde hacía dos años. También anunció que el país no concedería ni una pulgada más de suelo patrio, con motivo de la exigencia de Estados Unidos para que se cediera la isla de Taboga para fines de defensa.
Durante este periodo se inició la construcción del penal de Coiba, se realizaron obras de ampliación en el hospital Santo Tomás, se reorganizó el asilo Bolívar, se creó la Junta Central de Caminos, se iniciaron las obras de la Plaza de Francia y se realizó un censo Nacional.
Se retiró a la vida privada y a sus negocios.